# Krupa (Obrovac)
Krupa falu Horvátországban Zára megyében. Közigazgatásilag Obrovachoz tartozik.

## Fekvése
Zárától légvonalban 55, közúton 75 km-re, községközpontjától légvonalban 18, közúton 26 km-re keletre, Dalmácia északi részén, a Krupa folyó forrása közelében fekszik. 

## Története
Krupa monostorát 1317-ben  II. István Uroš szerb király alapította és a mai Bosanska Krupa monostorából hozatott ide szerzeteseket. Építését fia Stefan és unokája Dušan folytatta. Utóbbi építkezésről a monostor templomának boltozatán olvasható egy 1345-ből származó felirat. Mindhárman gazdag ajándékokkal és birtokokkal látták el a monostort. Amikor Észak-Dalmácia a bosnyák bán fennhatósága alá került felgyorsult a boszniai szerbek beköltözése ezekre a területekre. Ekkor épült a krkai és a cetini pravoszláv monostor is. A török 1502-ben kirabolta a monostort, a szerzetesek a krkai kolostorba menekültek, majd visszatértük után újjáépítették a monostort. A 17. század elején a pátriárka rendeletére Georgije Mitrofanović szerzetes festőművész életrajzi jelenetekkel festette ki a monostor templomának belsejét. Bár a török uralom idején súlyos károkat szenvedett a viszontagságokat túlélt szerzetesei 1642-ben visszatértek. A 17. és a 18. században a monostor mellett női szerzetesek is éltek, akik az épületegyüttestől északra épített külön házakban laktak. A monostor templomába csak imádkozni jártak, illetve női munkákat végeztek. Házaik maradványai ma is látszanak. Észak-Dalmácia török alóli felszabadulása után 1699-ben Krupa újra a Velencei Köztársaság része lett. A velencei uralom 1797-ig tartott. Miután a francia seregek felszámolták a Velencei Köztársaságot és a campo formiói béke értelmében osztrák csapatok szállták meg. 1806-ban a pozsonyi béke alapján a Francia Császárság Illír Tartományának része lett. 1815-ben a bécsi kongresszus újra Ausztriának adta, amely a Dalmát Királyság részeként Zárából igazgatta 1918-ig. 1846-ban a monostorban kisebb iskola kezdte meg működését. Ide járt a neves szerb író, Simo Matavulj is. A monostor szerzetesei között sokan magas egyházi tisztségeket viselő hittudósok is voltak, akik Šibeniken és Zárán tanítottak.A falunak 1857-ben 508, 1910-ben 860 lakosa volt. Az első világháború után előbb a Szerb-Horvát-Szlovén Királyság, majd Jugoszlávia része lett. A második világháború idején 1941-ben Dalmácia Olaszország fennhatósága alá került. Közelében az olasz területek határa, melyet Zrmanja folyó képezett. Az 1943. szeptemberi olasz kapituláció, majd német megszállás után újra Jugoszlávia része lett. 1991-ben lakosságának 99 százaléka szerb nemzetiségű volt. 1991-től szerb lakói csatlakoztak a Krajinai Szerb Köztársasághoz. A Vihar hadművelet idején 1995 augusztusában a horvát hadsereg visszafoglalta a települést, melynek szerb lakossága elmenekült. A településnek 2011-ben 127 lakosa volt. 

## Lakosság
| Lakosság változása | Lakosság változása | Lakosság változása | Lakosság változása | Lakosság változása | Lakosság változása | Lakosság változása | Lakosság változása | Lakosság változása | Lakosság változása | Lakosság változása | Lakosság változása | Lakosság változása | Lakosság változása | Lakosság változása | Lakosság változása |
| ------------------ | ------------------ | ------------------ | ------------------ | ------------------ | ------------------ | ------------------ | ------------------ | ------------------ | ------------------ | ------------------ | ------------------ | ------------------ | ------------------ | ------------------ | ------------------ |
| 1857               | 1869               | 1880               | 1890               | 1900               | 1910               | 1921               | 1931               | 1948               | 1953               | 1961               | 1971               | 1981               | 1991               | 2001               | 2011               |
| 508                | 569                | 564                | 580                | 749                | 860                | 883                | 879                | 948                | 893                | 839                | 656                | 484                | 412                | 57                 | 127                |

## Nevezetességei
Pravoszláv monostora a falutól nyugatra a Krupa jobb partján áll. 1317-ben alapította Milutin István szerb király. Az épületegyüttes mai formáját az 1855-ös átépítés során nyerte el. Bár a török is többször felégette, a legnagyobb pusztítást a II. világháború idején szenvedte el, mely után teljesen újjá kellett építeni. A monostor évszázadokig a dalmáciai szerb pravoszláv hitélet egyik fő védelmezője és központja volt, mely a török kor viszontagságait is átvészelte. Szerzetesei mindig visszatértek és megújították. Az 1960-as években fedezték fel a monostor templomában azokat a freskókat, melyeket 1622-ben Georgij Mitrofanović a nevezetes hilandari monostor ebédlőjének festője készített. Krupán őriznek olyan ikonokat is, melyek a 16. századi görög ikonfestő, Jovan Apaka munkái és a rmnjai monostorból kerültek ide az 1875-ös boszniai felkelés idején. A monostor kincstára három értékes atniminszt (az ortodox oltár fontos tartozéka) is őriz, az elsőt Theodosius jeruzsálemi pátriárka, a másodikat (1743) Arsenije IV Jovanović peći pátriárka adományozta, a harmadik helyi munka 1739-ben készült. A monostor könyvtárában 22 török fermánt is őriznek, melyek közül a leghíresebb a krkai monostor védelmét biztosító, II. Musztafa oszmán szultán által Isztambulban kiadott okirat. Számos misekönyvet és más értéket is őriznek még itt.
A Krupa folyó kultúrtájának területét déli irányban a Zrmanja-folyó és a Žegari-mező, keletről a Krupa folyó forrása, északon a Velebit-hegység lejtői és nyugaton a Krupa és a Zrmanja torkolata határolják. Körülbelül 23 km2 nagyságú területe a Velebit Natúrparkban található, magában foglalja Kaštel Žegarski, Krupa és Golubić települések egy részét, mely közigazgatásilag Obrovac városához tartozik. A Krupa folyó kultúrtája Bukovica északi szélén helyezkedik el, és része az észak-dalmáciai karszt fennsíknak, amelybe a Zrmanja, a Krupa és a Krnjeza folyók szurdokai mélyen bevágnak. Szubmediterrán éghajlatú, mészkőbreccsákból épült karsztdombok és a keleti gyertyán, valamint a molyhos tölgy őshonos közösségei jellemzik. Az őskor óta folyó évezredes legeltetés, amely a 19. és 20. század első felében még fokozódott, negatív hatással volt a növénytakaróra, teljesen lerontotta azt, amihez hozzájárult a Velebit-hegység lejtőjére zúduló bóra is. Természetföldrajzi adottságai meghatározták a terület gazdasági fejlettségét, ami kiterjedt állatállományt, alacsony népsűrűséget és nagy mobilitást eredményezett. A települések szétszórtan helyezkednek el, a folyó menti rétek körül több kisebb falucska és termékeny földdel rendelkező kisebb-nagyobb völgyek alakultak ki. A mély szurdokok által kialakult elszigeteltségnek és sajátos természeti adottságoknak, valamint a kiegyensúlyozott fejlődésnek és az emberi tevékenységnek köszönhetően a földművelés és a szárazon épített kőépületek létrehozása kivételes környezeti értékekkel bíró kulturális tájat hozott létre.